# Marcobrunn

Der Marcobrunnen an der Landstraße zwischen Erbach und Hattenheim

Der Marcobrunn ist eine Weinlage westlich von Erbach im Rheingau, die nach dem Marcobrunnen, einer gefassten Quelle benannt ist.

## Namensursprung
Der als markenburne oder markenbrone erwähnte Name leitet sich vermutlich vom alt- bzw. mittelhochdeutschen Wort marka bzw. marke für Grenze ab, denn der Brunnen lag damals an der Gemarkungsgrenze zwischen Erbach und Hattenheim. Eine andere Erklärung, liefert der Schutzpatron der Erbacher Kirche – der Heilige Markus – der 1258 bezeugt ist. Die heutige Form der Quelle stammt von Anfang des 19. Jahrhunderts.

## Weinlage
Die 6,7 Hektar umfassende Rheingauer Weinlage Erbacher Marcobrunn liegt auf dem Strahlenberg zwischen Hattenheim und Erbach. Sie ist eine um 5° geneigte Südlage. Auf den tiefgründigen, kalkhaltigen und tonigen Mergelböden wird ausschließlich Riesling, der berühmte „Marcobrunner“, kultiviert. Die Lage ist seit dem 13. Jahrhundert urkundlich belegt.
Der Marcobrunn gehört neben dem Hattenheimer Wisselbrunnen und Hattenheimer Nußbrunnen zu den sogenannten „Brunnenlagen“. Diese Weinberge stehen auf kompakten Gesteinsschichten, die sich vom Taunus bis in diese Weinberge – nahe dem Rhein gelegen – ziehen und das abregnende Wasser in die Böden dieser Lagen führen.
Die Weinlage Marcobrunn ist eine der ältesten benannten Weinlagen des Klosters Eberbach. Bereits 1390 wird der hier angebaute Wein (vini crementi in Marckinborn) als besonderer Qualitätswein gehandelt.
Der Marcobrunn war die erste Weinbergslage im Rheingau, die auf Etiketten zur Weinbezeichnung verwendet wurde. Dies war 1726 allerdings noch ohne Ortsangabe. Erst in der zweiten Hälfte des 19. Jahrhunderts bürgerte sich als feste Regel ein, die Lage zusammen mit dem dazugehörigen Gemeindenamen der Gemarkung zu nennen. Bis dahin war es einfach der „Marcobrunner“.
1810 fassten die Erbacher Bürger an der Grenze der Gemarkung zu Hattenheim die Quelle in neoklassizistischen Formen. Im Juni 2014 wurde der Brunnen saniert, jedoch vor der Einweihung durch ein Graffito bereits wieder beschädigt.
Im 1867 von Friedrich Wilhelm Dünkelberg herausgegebenen Werk „Der nassauische Weinbau“ mit der ersten Weinlagenklassifizierung im Rheingau wird er als Weinberg der I. Klasse eingestuft.

## Anteilseigner
Sieben Weingüter teilen sich die 6,67 ha Rebfläche des Erbacher Marcobrunn. Der größte Anteil mit den wohl ältesten Rebstöcken gehört dem Domänenweingut Schloss Schönborn in Hattenheim. Sie gingen am 17. Januar 1673 und am 1. September 1684 durch Erbschaft von Georg Anton von Heppenheim, genannt vom Saal, an das Haus Schönborn.
Die im Marcobrunn begüterten Weingüter sind:
- Domänenweingut Schloss Schönborn 2,20 ha = 33 % (Ab 2021 an das Weingut Gunter Künstler verpachtet.[3])
- Hessische Staatsweingüter 1,70 ha = 25 %
- Schloss Reinhartshausen 1,05 ha = 16 %
- Weingut Detlev Ritter und Edler von Oetinger 0,12 ha = 2 %
- Weingut Baron Knyphausen 0,10 ha = 1 %
- Weingut Balthasar Ress 0,06 ha = 1 %
- Weingut Höhn 0,4 ha = 5 %[4]

## Trivia
Neben Thomas Jefferson im Jahre 1788 passierte auch Goethe im Jahre 1814 mit seiner Reisekutsche den Marcobrunn.

„Es ist wunderbar in wie nahen Beziehungen Menschenglück und Putenbraten zueinander stehen und welche Püffe das Herz verträgt, wenn man jeden Schlag mit einer Flasche Marcobrunner parieren kann.“

Der als Spitzenwein seines Jahrhunderts geltende 1868er Erbacher Marcobrunn Cabinett Beerenauslese aus dem Hause Schönborn wurde im Jahre 1883 zur Einweihung des Niederwalddenkmals in Rüdesheim Kaiser Wilhelm I. als Ehrentrunk gereicht, allerdings nachdem er zu einem „1868er Rüdesheimer“ deklariert wurde, was damals noch erlaubt schien, da es noch kein Weingesetz gab.
Scherzhaft wird unter Weinkennern behauptet, man sei erst fachlich qualifiziert, wenn man den Marcobrunn von oberhalb und unterhalb der Bahnstrecke herausschmecken könne.